# Aethiothemis mediofasciata
Aethiothemis mediofasciata is een libellensoort uit de familie van de korenbouten (Libellulidae), onderorde echte libellen (Anisoptera).
De soort staat op de Rode Lijst van de IUCN als onzeker, beoordelingsjaar 2009.
De wetenschappelijke naam Aethiothemis mediofasciata is voor het eerst geldig gepubliceerd in 1931 door Ris.